# 上卡代尔博斯科
上卡代尔博斯科（義大利語：Cadelbosco di Sopra）是意大利雷焦艾米利亚省的一个市镇。总面积44平方公里，人口10779人，人口密度240人/平方公里（2019年）。ISTAT代码为035008。